# MS 0302+17
MS 0302+17 è un superammasso di galassie situato nella costellazione dell'Ariete alla distanza di 4,485 miliardi di anni luce (lookback time), equivalente ad una distanza comovente di 5,338 miliardi di anni luce.
Le dimensioni si aggirano sui 6 milioni di parsec.
MS 0302+17 contiene tre ammassi di galassie massicci. Di questi il primo, noto come CL 0303+1706 fu scoperto da Alan dressler e Jim Gunn, utilizzando un telescopio ottico convenzionale; si trova lungo il bordo orientale del superammasso ed è costituito da una importante concentrazione di galassie rossastre. Osservazioni effettuate con l'Einstein X-ray Observatory hanno rivelato l'esistenza di altri due ammassi, MS 0302+1659 e MS 0302+1717, che si trovano vicini ai bordi rispettivamente meridionale settentrionale del campo di osservazione.
Il prefisso MS deriva da Medium Sensitivity perché le osservazioni nei raggi X fanno parte dell'Einstein Medium Sensitivity Survey.
Un dato interessante è il rilievo di un paio di archi giganti situati nei pressi delle luminose galassie centrali di MS0302+1659, immagini di galassie remote esaltate dal fenomeno di lente gravitazionale creato dall'ammasso.